# Shinryokufūkai
Das Shinryokufūkai (jap. 新緑風会, dt. etwa: „Neue Sommerwind-Versammlung“) war von 1994 bis 1996 eine eigenständige Fraktion im Sangiin (Rätehaus/Senat), dem Oberhaus der japanischen Nationalversammlung. Danach formierte sie eine Gemeinschaftsfraktion mit der Demokratischen Partei (Minshutō); seitdem ist Shinryokufūkai durchgehend Teil des Namens von Fraktionsgemeinschaften bzw. Gemeinschaftsfraktionen der Partei und ihrer Nachfolger, zuletzt seit der Neuordnung der beiden Demokratischen Parteien (Rikken & Kokumin Minshuto) 2020 der Fraktion der Demokratischen Volkspartei (Kokumin Minshutō).
1994 entstand das Shinryokufūkai als zunächst eigenständiger Zusammenschluss von unabhängigen Abgeordneten im Oberhaus, die mit der Opposition gegen die regierende Liberaldemokratische Partei zusammenarbeiteten. Der Name knüpft an das Ryokufūkai der Shōwa-Zeit an, das in den ersten Jahren nach der Schaffung des Sangiin 1947 zu den größten Fraktionen gehörte.
Nachdem das Shinryokufūkai viele Mitglieder an das Heiseikai (dt. etwa: „Heisei-Versammlung“) aus Shinshintō- und Kōmeitō-Abgeordneten verlor, wurde es 1996 bei der Gründung der Demokratischen Partei neu formiert und bildet seither eine gemeinsame Fraktion mit ihr. Seit der Wahl 2007 besteht eine gemeinsame Fraktion Demokratische Partei/Shinryokufūkai/Neue Partei Japan (民主党・新緑風会・日本) mit 120 Mitgliedern im Sangiin.
Die vier Mitglieder des Shinryokufūkai traten im Herbst 2009 der Demokratischen Partei bei. „Shinryokufūkai“ blieb aber Bestandteil des Fraktionsnamens.